# Antonio Maria Panebianco
Antonio Maria Panebianco (né le 13 août 1808 à Terranova dans la province de Caltanissetta, en Sicile et mort le 21 novembre 1885 à Rome) est un cardinal italien du XIXe siècle. Il est membre de l'ordre des conventuels.

## Biographie
Antonio Maria Panebianco est notamment provincial de son ordre en Sicile. En 1858, il fait partie de la mission vers Transylvanie à résoudre les problèmes en relation avec les mariages mixtes dans cette province. Il exerce des fonctions au sein de la curie romaine, notamment à la Congrégation de l'Inquisition et à la Congrégation pour les affaires ecclésiastiques extraordinaires.
Le pape Pie IX le crée cardinal lors du consistoire du 27 septembre 1861. En 1863, il est nommé préfet de la Congrégation des indulgences et de 1867 à 1877, grand pénitencier. Il participe au concile de Vatican I en 1869-1870. Le cardinal Panebianco est camerlingue en 1872 et secrétaire de la Congrégation de l'Inquisition. Il participe au conclave de 1878, lors duquel Léon XIII est élu.

### Sources
- Fiche du cardinal sur le site fiu.edu